# Tyane
Tyane ou Tyana (en grec ancien : Τύανα Tyana) est une cité antique d'Anatolie, dans la Turquie actuelle. D'abord la capitale d'un royaume hittite au IIe millénaire av. J.-C., elle fut ensuite une cité-État grecque, et abrita une importante communauté paléo-chrétienne.
Ses ruines sont situées à Kemerhisar (tr), au sud de Niğde, dans la préfecture du même nom : on y voit les restes d'un aqueduc romain en ville, des catacombes et des grottes sépulcrales. 
Bien qu'aujourd'hui en ruines, elle est toujours le siège titulaire de deux archevêchés, l'un orthodoxe, l'autre (de) catholique.

## Histoire
Tyane est probablement la cité désignée dans les archives hittites sous le nom de Tuwanuwa. D'après la mythologie grecque, elle aurait été fondée par un roi thrace, Thoas, d'où son nom de Thoana . Xénophon quant à lui la mentionne sous le nom de Dana.
Durant l'Antiquité, la ville occupait une position stratégique sur la route de Syrie qui passait par les Portes de Cilicie.
La ville fut renommée Antoniana colonia Tyana par Caracalla. Alliée à la reine Zénobie de Palmyre, elle fut prise par Aurélien en 272, qui ne permit pas que ses soldats la pillent : la légende dit qu'Apollonius lui serait apparu et l'aurait supplié de l'épargner.
En 371, l'empereur Valens créa une seconde province en Cappadoce, la Cappadocia Secunda, et érigea Tyane en métropole de la nouvelle province. Cette érection provoqua une violente dispute entre l'évêque de Tyane, Anthyme, et saint Basile de Césarée, chacun voulant avoir le plus grand nombre possible d'évêchés suffragants.
Au Ve siècle, la ville reste de taille importante, peut-être autour de 10 000 habitants. Située sur la route de Constantinople à la région du Levant, les conquêtes musulmanes en font rapidement une cible. En effet, elle est à trente kilomètres des portes ciliciennes, voie d'accès privilégiée des raids arabes contre l'Anatolie. Elle subit des assauts en 708 (siège de Tyane), 806 et 831. En 708, elle subit d'importantes destructions et est désertée pendant un temps, à une période d'intenses attaques musulmanes, qui culminent avec le siège de Constantinople (717-718). En 806, elle est un temps occupée par les Abbassides qui en font une base militaire et y bâtissent une mosquée, avant que Nicéphore Ier n'obtienne leur évacuation. En 831, le calife Al-Ma'mūn la rase et la rebâtit trois ans plus tard, à nouveau comme base avancée pour une invasion de l'Empire byzantin mais sa mort met un terme au projet.
Par la suite, Tyane connaît un déclin de son importance et ne subsiste que sous la forme d'une modeste localité.

## Évêques de Tyane
Michel Le Quien mentionne vingt-huit évêques de Tyanes, parmi lesquels :
- Eutychius, présent à Nicée en 325
- Anthime, le rival de saint Basile
- Aetherius, présent à Constantinople en 381
- Theodore, l'ami de saint Jean Chrysostome
- Eutherius, le partisan de Nestorius, déposé et exilé en 431
- Cyriacus, un monophysite sévérien.

En 1360, l'administration de l'évêché fut assuré par le siège de Césarée, et le siège de Tyane devint titulaire.

## Personnages célèbres
- Apollonius de Tyane (16 - 97 ou 98), philosophe néopythagoricien, prédicateur et thaumaturge.
- Saint Oreste de Tyane, martyr du IVe siècle.